# Deflación

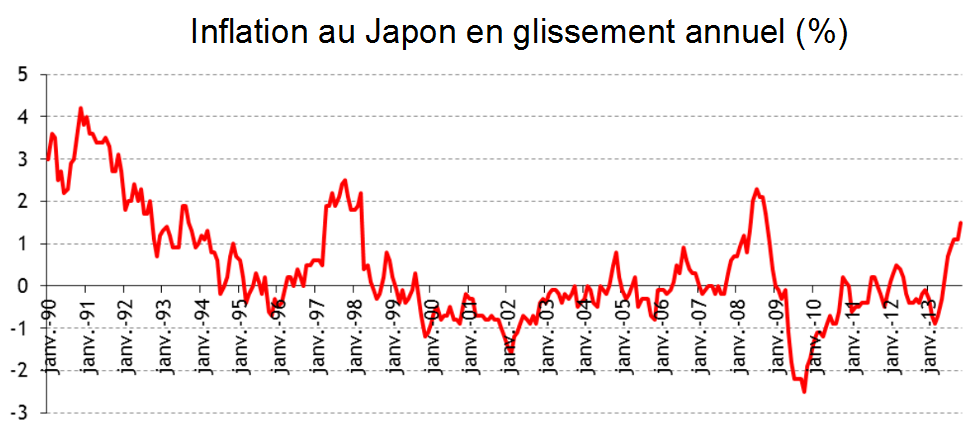
Inflación de Japón desde los años 1990 hasta 2013. Por debajo del cero se observan las épocas deflacionarias.

La deflación o inflación negativa, en economía, es un descenso generalizado y prolongado —como mínimo, dos semestres según el FMI— de los precios de bienes y servicios motivado por una atonía de la demanda y un exceso de las capacidades productivas (oferta).

## Efectos de la deflación

### Peligros de la deflación
Las desventajas de la deflación son básicamente la reducción de la actividad económica, el aumento del desempleo, aumento de incertidumbre económica, aumento de los tipos de interés real por la caída de precios, caída de la demanda.
La peligrosidad de esta situación proviene de lo difícil que es salir de ella, ya que se crea un círculo vicioso por el que al caer la demanda, las empresas ven reducidos sus márgenes de ganancias al verse en la necesidad de reducir los precios para conseguir ventas; como consecuencia de ello, deben reducir costos, lo que implica un recorte en el número de empleos. A su vez, si hay gente que se queda sin trabajo, la demanda seguirá disminuyendo, ya que estos también dejarán de comprar.
La deflación supone el descenso de precios que incide en la disminución del gasto agregado el cual afecta negativamente a la actividad y al empleo. Esta "bola" casi imparable provoca una crisis económica con efectos negativos sobre la riqueza, su distribución y la desigualdad social,  ya que beneficia a los acreedores en perjuicio de los deudores. Como los precios caen, se produce un aumento de la tasa de interés real (aun cuando el interés nominal mantenga o incluso baje su valor), produciendo una caída de la demanda y la actividad económica general.

### Ventajas de la deflación
A pesar de los peligros de la deflación algunos economistas de la escuela austríaca defienden la deflación como algo positivo, argumentando que al bajar los precios aumentaría el poder de compra del individuo, sin embargo también asumen que esta deflación tiene problemas en la economía al corto plazo.

## Medidas contra la deflación
El instrumento para luchar contra la deflación es la política monetaria y el control de la oferta de dinero. Se considera que la elección de Roosevelt a la presidencia de Estados Unidos en 1932 y el fuerte aumento que el nuevo gobierno provocó en la cantidad de dinero desempeñó un papel importante en la recuperación.
Las políticas que la Administración puede aplicar para actuar contra la deflación estarán orientadas a potenciar la demanda para cubrir el desfase con la oferta. El consenso entre los economistas sobre la mejor opción se limita al énfasis en actuar a priori (prevenir la deflación) más que a posteriori (combatir la deflación). Si bien se considera necesario estimular la demanda también es importante compatibilizar dicha demanda (normalmente aumentando la oferta de dinero y recurriendo en ocasiones a la expansión cuantitativa) con un control de los niveles de deuda privada y pública.
A partir de ahí, las opiniones se agrupan en torno a dos propuestas. La primera, monetarista, sugiere bajar los tipos de interés y aportar fondos a las entidades financieras para fomentar el crédito a familias y empresas. La segunda, de corte keynesiano, propone incrementar el gasto público para dinamizar la economía. Normalmente, la opción más adecuada dependerá de cada situación y consistirá en una combinación de ambas propuestas.

## Deflación y desinflación
Es necesario distinguir deflación de desinflación.  La desinflación se define como una desaceleración de los precios, es decir, siguen creciendo pero a un ritmo menor, mientras que la deflación implicaría tasas de variación negativas del IPC.

## Causas de la deflación
La deflación se produce cuando la oferta de bienes y servicios en una economía es superior a la demanda: el sector empresarial se ve obligado a reducir los precios para poder vender la producción y no verse obligado a acumular depósitos. Este desajuste entre oferta y demanda puede venir por dos motivos fundamentales.

### Insuficiencia de la demanda
Durante la Gran Depresión ocurrida principalmente en los Estados Unidos, a finales de los años 20, el derrumbe de los mercados bursátiles y el colapso del sistema financiero redujo drásticamente la capacidad de gasto de las familias y de las empresas. Al cerrar (o reducir su tamaño) las empresas (debido a los derrumbes bursátiles y financieros), aumentó el desempleo de forma drástica y el consumo se hundió. Este hundimiento del consumo se tradujo en una menor producción, lo que condujo a salarios más bajos o a más despidos, lo que conduce a nuevas disminuciones en precios. Entre agosto de 1929 y marzo de 1933, el IPC se redujo un 24%, entrando así en una espiral deflacionaria. 
Tras la elección de Franklin Roosevelt, se iniciaron una serie de medidas económicas (new deal) que incentivaron la demanda y estimularon el consumo, sacando a Estados Unidos de la deflación.

### Exceso de la oferta
El mejor ejemplo es la Gran Recesión que se inicia en 2008. En los últimos años del fuerte ciclo expansivo de la última década del siglo XX, las empresas acometieron cuantiosos proyectos de inversión seducidas por las oportunidades de la "nueva economía". La no cristalización de estas expectativas dejó al sector productivo (sobre todo en EE. UU.) con un fuerte exceso de capacidad que no fue purgado ni compensado por la demanda. En los Estados Unidos, el uso de la capacidad productiva estaba (en abril de 2003) en el 74%, siete puntos por debajo de la media 1972-2002. El impacto de este desajuste sobre los precios puede verse acentuado por cambios estructurales en la economía mundial que impliquen un incremento de la productividad o de la competencia entre las empresas, como ocurre en los últimos años con la progresiva desaparición de las barreras al comercio mundial y la liberalización de sectores básicos (telefonía, transporte, energía) en muchos países.

## Casos de deflación
En los primeros años de la historia económica de Estados Unidos, los ciclos de inflación y deflación se correlacionaban con los flujos de capital entre regiones, prestándose dinero desde el centro financiero del noreste a las regiones productoras de materias primas del (medio)-oeste y el sur. De manera procíclica, los precios de las materias primas subían cuando entraba capital, es decir, cuando los bancos estaban dispuestos a prestar, y bajaban en los años de depresión de 1818 y 1839 cuando los bancos recurrían a los préstamos. Además, en aquella época no había papel moneda nacional y escaseaban las monedas. La mayor parte del dinero circulaba en forma de billetes, que normalmente se vendían con descuento en función de la distancia al banco emisor y de la solidez financiera percibida del banco.
Cuando los bancos quebraban, sus billetes se canjeaban por reservas bancarias, lo que a menudo no se traducía en un pago a valor nominal, y a veces los billetes perdían todo su valor. Durante la Gran Depresión, las personas que debían dinero a un banco cuyos depósitos habían sido congelados a veces compraban libretas de ahorro (depósitos de otras personas en el banco) con descuento y las utilizaban para saldar su deuda al valor nominal.
La deflación se produjo periódicamente en Estados Unidos durante el siglo XIX (la excepción más importante fue durante la Guerra Civil). Esta deflación fue causada a veces por el progreso tecnológico que creó un crecimiento económico significativo, pero en otras ocasiones fue desencadenada por crisis financieras - notablemente el Pánico de 1837 que causó deflación hasta 1844, y el Pánico de 1873 que desencadenó la Larga Depresión que duró hasta 1879.  Estos periodos deflacionistas precedieron a la creación del Sistema de la Reserva Federal estadounidense y a su gestión activa de los asuntos monetarios. Los episodios de deflación han sido raros y breves desde la creación de la Reserva Federal (una excepción notable fue la Gran Depresión), mientras que el progreso económico de Estados Unidos no ha tenido precedentes.
La deflación ha sido un fenómeno muy poco frecuente en el siglo XX, donde solo se han registrado dos casos relevantes. El primero, ya citado, fue la Gran Depresión norteamericana. El presidente Roosevelt cuando alcanzó la presidencia en 1932 llevó a cabo un fuerte aumento de la cantidad de dinero que desempeñó un papel importante en la recuperación económica estadounidense.
Una crisis financiera en Inglaterra en 1818 hizo que los bancos solicitaran préstamos y restringieran los nuevos préstamos, drenando la moneda de los EE. UU. [cita requerida]. El Banco de los Estados Unidos también redujo sus préstamos. Los precios del algodón y el tabaco cayeron. El precio de los productos agrícolas también se vio presionado por el regreso de las cosechas normales tras 1816, el año sin verano', que provocó hambrunas a gran escala y elevados precios agrícolas.
Hubo varias causas de la deflación de la grave depresión de 1839-1843, que incluyeron un exceso de oferta de productos agrícolas (sobre todo algodón), ya que las nuevas tierras de cultivo entraron en producción después de las grandes ventas de tierras federales unos años antes, los bancos exigían el pago en oro o plata, la quiebra de varios bancos, el impago de varios estados de sus bonos y los bancos británicos redujeron el flujo de especies a los EE. UU.
Este ciclo se ha trazado a gran escala durante la Gran Depresión. En parte debido al exceso de capacidad y a la saturación del mercado, y en parte como resultado de la Ley arancelaria Smoot-Hawley, el comercio internacional se contrajo drásticamente, lo que redujo drásticamente la demanda de bienes, reduciendo así una gran cantidad de capacidad y desencadenando una serie de quiebras bancarias. Una situación similar en Japón, que comenzó con el colapso del mercado bursátil e inmobiliario a principios de la década de 1990, fue detenida por el gobierno japonés, que impidió el colapso de la mayoría de los bancos y asumió el control directo de varios en las peores condiciones.
Otros casos de deflación son los de Japón y Suecia (-20% en precios). En Japón desde mediados de los 90 y hasta la actualidad (-25% de caída de los precios), y en Suecia obligó al Banco de Suecia a operar con tipos de interés de depósito negativos (-0,25%). La Gran Recesión provocó la Crisis del Euro en Europa, ha implicado períodos de recesión en algunos países como España y una fuerte deflación en Grecia. El ejemplo histórico más profundo de deflación lo registro la economía japonesa durante el estancamiento económico que vivió Japón desde finales de 1991 como consecuencia del estallido de la burbuja financiera e inmobiliaria gestada desde mediados de la década de 1980 entre 1991 y 2001, volviendo a experimentar deflación incluso la década de 2011 a 2021. Durante 30 años la deflación se presentó en 23 de los 30 años analizados.Argentina experimento deflación durante el gobierno Carlos Saúl Menem y Fernando de la Rúa, algo que no ocurría en ese país desde las décadas de 1920 y 1930
En menor medida, Venezuela también fue otro de los países que entró en deflación, durante el gobierno de Marcos Pérez Jiménez. En 1953 y 1955 se registró una deflación de un 1.7% y 1.1% respectivamente. Esto fue producto del exceso de oferta en la economía venezolana, pero los efectos negativos se vieron corregidos mayoritariamente por las exportaciones.